# 大分県立竹田高等学校
大分県立竹田高等学校（おおいたけんりつたけたこうとうがっこう、英: Oita Prefectural Taketa High School）は、大分県竹田市竹田に所在する県立高等学校。
通称「竹高」（ちっこう）。

## 概要

### 歴史
1897年（明治30年）創立の（旧制）大分県立竹田中学校と、1908年（明治41年）創立の大分県立竹田高等女学校を前身とする。1948年（昭和23年）の学制改革の際、竹田中学校・竹田高等女学校・竹田商工学校の中等教育学校3校が統合され、新制高等学校として大分県立竹田高等学校が発足した。 2007年（平成19年）に創立110周年を迎えた、大分県下3番目の歴史を持つ高校である。

### 設置課程・学科
- 全日制課程 普通科

### 校訓
- 自律自尊 以て本分を果たさん
- 進取研鑽 以て文化に寄与せん
- 和衷協同 以て明朗に生きん

### スローガン
「爽やか挨拶 竹田」～気力・闘志・根性～

### 校章
校名に入る「竹」をひし形状にしたものを背景にして、中央に「高」の文字（旧字体）を置く。

### スクールカラー
校名に入る「竹」にちなみ「緑色」

### 校歌
作詞は葛原しげる、作曲は小松耕輔による。歌詞は3番まであり、1番と3番に校名の略称「竹高」が登場する。なお3番の歌詞の「楽聖」「画聖」はそれぞれ竹田に縁のある瀧廉太郎・田能村竹田を指している。また、かつては広瀬武夫を表す「軍神」が歌詞に用いられたことがあったが、太平洋戦争（大東亜戦争）後に変更された。

### カリキュラム
授業時間とは別に、毎日の朝学習、年間20回程度の土曜講座（午前中4時間）が行われている。7限授業の後に、多くの生徒が部活動を行っている。人権教育にも力を入れており、毎年開かれる1・31人権集会では様々な人権問題について2年生を中心とした調査研究の成果が発表される。

### 制服
男子の冬服は一般的な学生服（学ラン）である。夏服は黒の長ズボンに校章の入ったカッターシャツを着用する。女子の冬服はボレロである。夏服は四角い襟の上着にスカートがグレーのセーラー服である。合服期間にはカッターシャツと、冬服のボレロの中に着ているジャンパースカートのみを着用する。

## 沿革

### 旧制中学校（男子校）
- 1897年（明治30年）4月27日 - 川向旧岡藩お倉跡に「大分県大分尋常中学校竹田分校」が開校。
- 1898年（明治31年）4月27日 - 天明6年（1786年）設立の岡藩藩校修道館跡（現在地）に新校舎が完成し移転。
- 1900年（明治33年）4月1日 - 大分尋常中学校より分離し、「大分県竹田中学校」として独立。
- 1901年（明治34年）9月1日 - 「大分県立竹田中学校」と改称（校名に「立」を加える）。
- 1934年（昭和09年）7月6日 - 講堂と第一校舎を焼失。
- 1947年（昭和22年）11月1日 - 創立50周年記念式典を挙行。

### 高等女学校
- 1908年（明治41年）4月24日 - 「直入郡女子実践補習学校」が開校。
- 1910年（明治43年）4月1日 - 「直入郡立女学校」と改称。
- 1911年（明治44年）4月1日 - 「直入郡立実科高等女学校」と改称。
- 1920年（大正9年）4月1日 - 「直入郡立高等女学校」と改称。修業年限を4ヶ年とする。
- 1923年（大正12年）4月1日 - 移管により「大分県立竹田高等女学校」と改称。
- 1934年（昭和09年）7月4日 - 火災により校舎が焼失。
- 1935年（昭和10年）12月25日 - 新校舎が完成。

### 商工学校
- 1931年（昭和6年）- 「大分県立竹田商工学校」が開校。

### 新制高等学校
- 1948年（昭和23年）
  - 4月1日 - 学制改革（六・三・三制の実施）
    - 大分県立竹田中学校・大分県立竹田高等女学校・大分県立竹田商工学校の3校が統合の上新制高等学校に昇格し、現校名に改称。

  - 7月19日 - 定時制都野分校を設置。
  - 9月1日 - 本校に定時制（定時制中心校）を設置。
  - 9月6日 - 定時制長湯分校を設置。
- 1952年（昭和27年）
  - 4月1日 - 定時制中心校の募集を停止し、女子被服課程を別科（2年制）として募集を開始。
  - 5月8日 - 校歌を制定。
- 1953年（昭和28年）4月1日 - 工業科の募集を停止し、商業科50名を増員して募集を開始。
- 1956年（昭和31年）4月1日 - 商業科が分離し、大分県立竹田商業高等学校として独立。
- 1957年（昭和32年）
  - 1月17日 - 鷹匠町校舎と買収隣接地に普通教室2棟を増築し、西校舎（旧・竹田高女校舎）は商業高校の校舎となる。
  - 9月21日 - 校舎を増築。
- 1961年（昭和36年） 
  - 4月1日 - 別科女子被服課程の募集を停止。
  - 5月1日 - 体育館が完成。
- 1962年（昭和37年）
  - 4月1日 - 定時制の久住・長湯の2分校を統合し、全日制の久住分校とする。
  - 5月19日 - 運動場が完成。
- 1963年（昭和38年）
  - 6月24日 - 新館（第一期工事）が完成。
  - 9月1日 - プールが完成。
- 1964年（昭和39年）
  - 3月31日 - 新館（第二期工事）が完成。
  - 2月24日 - 運動場を拡張。
- 1965年（昭和40年）1月22日 - 新館（第三期工事）が完成。
- 1970年（昭和45年）4月1日 - 久住分校が移管により、大分県立三重農業高等学校久住分校となる。
- 1982年（昭和57年）3月19日 - 管理棟（第一期工事）が完成。
- 1983年（昭和58年）3月30日 - 管理棟（第二期工事）が完成。
- 1984年（昭和59年）3月24日 - 特別教室（家庭科棟）が完成。
- 1985年（昭和60年）
  - 2月4日 - 体育館を改修。
  - 3月27日 - 視聴覚教室に語学演習機を設置。
- 1986年（昭和61年）1月28日 - 柔道場を改修。
- 1987年（昭和62年）
  - 3月12日 - パソコンを設置。
  - 9月19日 - 修道会館が完成。
- 1988年（昭和63年）3月25日 - セミナーハウスが完成。
- 1989年（平成元年）
  - 1月31日 - 弓道場を改築。
  - 2月10日 - グラウンドの大規模改修を実施。テニスコート4面を併設。
- 1990年（平成2年）3月22日 - 剣道場を改築。
- 1991年（平成3年）3月25日 - 校門を改修。
- 1996年（平成8年）3月17日 - プールを改築。
- 2004年（平成16年）3月26日 - グラウンドに照明を設置。
- 2007年（平成19年）11月22日 - 山岳競技（リード・ボルダリング）施設が完成。
- 2011年（平成23年）
  - 1月31日 - 太陽光発電設備を設置。
  - 2月18日 - 普通教室棟を改築。
  - 3月15日 - 特別教室棟耐震工事が完了。
- 2012年（平成24年）3月30日 - 体育館を新築。
- 2016年（平成28年） - 学区に熊本県阿蘇市・阿蘇郡産山村・高森町を追加[1]。

## 学校行事
- 4月 入学式
- 9月 臥牛祭
- 11月 強歩大会
- 1月 1・31人権集会
- 3月 卒業式

### 強歩大会
強歩大会は大分県内でもっとも長い距離を走る。体育の授業の一環で行うため特別な事情がある場合を除いては全員参加である。1年・2年男女はそれぞれ40 kmと20 km, 3年は男女それぞれ20 kmと15 kmである。沿道にはPTAなどによる炊き出しなどもあり、当校の一大行事となっている。

### 臥牛祭
当校の年間最大の行事であり、文化の部（文化祭）と体育の部（体育祭）とからなっている。学校の近くにある岡城の別名が臥牛城であったことからこの名前がついた。文化の部では、各クラスごとに展示、校門の飾りつけ、ステージ発表といった役割分担がなされクラスごとの個性を出す。体育の部は、一般的な体育祭と同様にさまざまな競技が行われる。

## 部活動
山岳部は男女ともに全国大会の常連であり、2008年（平成20年）は男女ともに全国7位となった。2008年（平成20年）に行われたチャレンジ!おおいた国体の山岳競技会場となったこともあり校内にクライミング施設を持ち、リード競技、ボルダリング競技にも力を入れている。2011年（平成23年）には第2回全国高校生クライミング選手権にて優勝した。
器楽部は、2009年（平成20年）度高文連ブラスカーニバル（冬のコンクール）を予選1位で大分県代表に選出され、第33回全国高等学校総合文化祭（三重県開催）吹奏楽部門や、2011年（平成22年）度大分県予選2位で九州高文連吹奏楽大会（福岡県開催）に出場した。また2010年（平成21年）度、2012年（平成23年）度の高文連ブラスカーニバルには各前年度の県代表としてゲスト演奏をしている。

### 運動部
- 野球部
- サッカー部
- 陸上部
- 山岳部
- ソフトテニス部
- 弓道部
- 剣道部
- 卓球部
- 女子バスケットボール部
- 男子バスケットボール]]部
- バレーボール部

### 文化部
- 美術部
- 書道・吟詠部
- 器楽部
- 合唱部
- 民俗・文芸部
- 英語部
- 科学部
- 茶道同好会
- 将棋同好会
- JRCインターアクトクラブ

## 不祥事
2009年（平成21年）8月22日、午前9時頃から行われた練習中、剣道部所属の男子部員生徒（当時17歳）が顧問の指導に「無理です」と応えた後、意識混濁を起こし壁に向かって走って激突、ふらつきながら竹刀を持たずに構えるなど不規則な行動をとった事に対し熱中症発症の症状を知悉していた顧問は、この不規則行動を熱中症を真似た演技と断定し男子部員の腹部を足で蹴り上げ、倒れた部員生徒の上に跨って襟を掴んで持ち上げ平手で顔を殴打する暴行を加えた。補給水も嚥下できず流涎したまま白目を剥いて横臥した被害部員は昏倒後暫く放置された後、学校側は午後0時19分頃救急車を要請した。0時24分頃に救急車が到着し、救急車で病院に搬送されたが、被害部員は搬送先病院にて錯乱と痙攣を起こし、午後6時50分頃、病院において熱射病による多臓器不全で死亡した。死亡生徒の両親は学校や病院が適切な対応を怠った結果死亡に繋がったとして提訴。大分地方裁判所は、学校や病院の過失を認め、大分県などに合わせて4,600万円余りの賠償を命じた。
- 平成22(ワ)222 損害賠償請求事件 平成25年3月21日 大分地方裁判所

2015年（平成27年）7月28日、福岡高等裁判所（岡部喜代子裁判長）は遺族両親の上告を棄却。国家賠償法に基づき、元顧問個人の賠償責任は負わないとして結審。
2016年（平成28年）12月22日、遺族が県に対し、賠償金の一部を元顧問らに請求するよう求めた裁判があり、大分地方裁判所（竹内浩史裁判長）は、熱中症を認識できたのに適切な措置を取らず、昏倒した被害生徒の顔を殴打するなど状態を悪化させる不適切な行為には重過失が認められるが、県が元顧問への求償権を行使しないのは違法と判断した。
2017年（平成29年）1月5日、県は、両親への賠償金のうち100万円を当時の顧問の男性教諭に請求するよう同県に命じた大分地裁判決（前年12月22日）を不服として福岡高裁に控訴。県教育長は「元顧問は救命措置を行っており、判決は教職員の部活動への携わり方にも大きな影響あるので上級審の判断を仰ぎたいと思います」と述べた。同年10月2日、福岡高等裁判所(佐藤明裁判長)は、一審に続き、元男性顧問に100万円を請求するよう命じ県側の控訴を棄却した。
2019年（令和元年）8月20日、死亡男子生徒の両親が元顧問を含む2名の行為（事故当時）が保護責任者遺棄致死罪にあたるとして大分地方裁判所に告訴状を提出。
事件後、在籍生徒が健康で安全に過ごすことを誓い、当該事件で死亡生徒を追悼する集会が催される。

## 著名な出身者
- 末吉興一 - 政治家。
- 橋本祐輔 - 政治家。
- 土居昌弘 - 政治家。竹田市長。
- 茅野良男 - 哲学者。大阪大学名誉教授。
- 後藤宏行 - 哲学者。思想の科学研究会元会長代行。名古屋学院大学教授。
- 小野信爾 - 歴史学者（中国近代史）。花園大学名誉教授。
- 後藤重巳 - 歴史学者（日本近世史）。別府大学名誉教授。
- 古庄幸一 - 海上幕僚長。
- 首藤健二郎 - ローカルタレント、竹田市議会議員。
- 四代目柳亭市馬 - 落語家。落語協会会長。
- 工藤由美 - 元大分放送アナウンサー。
- 本田維憲 - 政治家。日出町長。
- 朝倉文夫 - 彫刻家。
- 小野勇一 - 動物学者。九州大学名誉教授・北九州市立いのちのたび博物館名誉館員。※旧制竹田中学校卒
- 白坂亜紀 - 飲食業経営者。
- 志賀隼哉 - 日本放送協会アナウンサー。

## 交通アクセス
- JR九州 豊肥本線 豊後竹田駅から徒歩20分
- 大野竹田バス 9番系統「高校入口」バス停下車

### 最寄りの道路
- 国道502号（岡城バイパス）
- 大分県道・熊本県道・宮崎県道8号竹田五ヶ瀬線

## 周辺
- 竹田郵便局
- 竹田市立図書館
- 竹田南高等学校（私立）・しらゆり幼稚園
- 竹田市立竹田幼稚園
- 小羊保育園
- 広瀬神社
- 岡神社

## 参考資料
- 『朝日ぞ示す我が前途 大分県立竹田高等学校 創立110周年記念誌』大分県立竹田高等学校、2007年

不祥事節
- 「特集 大分県立高校生熱中症死亡事故「求償権」判決」『季刊 教育法』エイデル研究所、193号、2017年6月号
- 『判例時報』2197号、2013年11月11日号、89頁
- キャメルンショップ『剣太の風』キャメルン出版、2018年[1] ISBN 978-4391133622
- JNNドキュメンタリー 「ザ・フォーカス」 2018年12月16日放送[2]